# Muretto (gioco)
Il gioco chiamato muretto è un gioco in cui vari giocatori di numero variabile si sfidano singolarmente.
Il muretto, o battimuro, è una variante del più famoso calcio. Esso è stato creato per poter giocare con il pallone sebbene il numero dei giocatori sia insufficiente o non essendo presente un campo da calcio regolare. La sua storia è quindi simile al gioco della tedesca. Essendo un gioco fatto per strada ha innumerevoli varianti e punteggi, ma i punti principali del gioco sono:
- il numero di giocatori non è determinante;
- non si possono usare le mani;
- non vi è un limite di tempo.

Per poter giocare sono necessari solo un pallone ed un muretto (da cui prende il nome) con davanti uno spazio abbastanza vasto.

## Regole
In genere il gioco si svolge nel modo seguente: il primo giocatore lancia la palla contro il muro con i piedi, il giocatore successivo deve fare poi lo stesso dopo che la medesima ha rimbalzato contro il muro. Se un giocatore non riesce a colpirla, fa più di un tocco o non colpisce la porzione di muro prestabilita, viene eliminato. L'ultimo giocatore a restare in gioco vince la partita o, nell'eventualità si faccia più di una manche, riceve un punto, nel qual caso, vince chi per primo ottiene il punteggio prestabilito.